# Hartmut Prasch
Hartmut Prasch (* 22. Juni 1961 in Spittal an der Drau) ist ein österreichischer Volkskundler, Kulturmanager und Politiker (Team Kärnten, ehemals Team Stronach und Sozialdemokratische Partei Österreichs). Von 1997 bis 2013 war er Stadtrat (ab 2003 auch Vizebürgermeister) in Spittal an der Drau. Von 2013 bis 2023 war Prasch Abgeordneter zum Kärntner Landtag. Er war dort Klubobmann des Team Stronach. Seit April 2018 ist er Obmann-Stellvertreter der Interessensgemeinschaft (IG) Team Kärnten im Landtag.

## Leben
Prasch besuchte das Bundesrealgymnasium Spittal und legte dort 1979 die Matura ab. 1980 begann er ein Studium der Europäischen Ethnologie, Volkskunde, Germanistik und Philosophie an der Universität Innsbruck, das er 1985 mit der Promotion zum Dr. phil. abschloss. Von 1985 bis 1999 war er Lehrbeauftragter an den Universitäten Innsbruck, Klagenfurt, Graz und Wien. 1987 wurde er Direktor des Museums für Volkskultur in Spittal.
Ab 1997 war er für die SPÖ Stadtrat der Stadtgemeinde Spittal an der Drau, verantwortlich zunächst für die Bereiche Kultur und Jugend, seit 2003 für Finanzen und Kultur. Ab 2003 war er außerdem Vizebürgermeister. Als im Sommer 2012 Spittals Bürgermeister Gerhard Köfer von der SPÖ zum Team Stronach wechselte, schlossen sich Prasch und weitere Stadt- und Gemeinderäte ihm an. Prasch kandidierte bei der Kärntner Landtagswahl 2013 für das Team Stronach auf Listenplatz 2 des Wahlkreises 4 (Kärnten West) und vertritt es ab März 2013 als Landtagsabgeordneter und Klubobmann. Von ihren Ämtern in Spittal traten sowohl Köfer (der für das TS in die Landesregierung einzog) als auch Prasch nach der Wahl zurück.